# New England League
La New England League fu una lega di medio livello nelle leghe minori del baseball USA che giocò sporadicamente in 5 dei 6 stati del New England (mai nel Vermont) fra il 1886 e il 1949. Dopo il 1901 è esistita nell'ombra di due squadre di Boston della Major League Baseball.
Nel 1946 la NEL, l'International League e la Canadian-American League furono le prime leghe (a parte le apposite Negro Leagues) a permettere agli afro-americani di giocare. la stagione seguente Jackie Robinson e Larry Doby passarono alla MLB.
Il primo incontro di NEL fu giiocato nel 1886 con squadre di Massachusetts e Maine. I primi campioni furono di Portland. La lega fu inattiva nel 1889-1890, quindi rinacque fra 1891 e 1915 (a parte il 1900) sotto la presidenza di Tim Murnane, giornalista sportivo del Boston Globe. Quando alle serie minori fu assegnata una classificazione nel 1902 la NEL ottenne la Class B, equivalente all'odierna Class AA.
Problemi causati dalla fuorilegge Federal League e dall'arrivo della prima guerra mondiale portarono la NEL alla chiusura nel 1916. La lega si riformò nel 1919 ma fallì all'inizio di agosto. La associazione ritorna nel 1926 con 8 squadre, ma la Grande depressione devastò le leghe minori e la NEL non fece eccezione: ebbe vita solo fino al 22 giugno 1930. 
 Una rinascita ebbe luogo nel 1933 e nel 1934 con il nome di
Northeastern League.
Nel 1946 il baseball USA ebbe un boom e la New England League fu rimessa in piedi con 8 formazioni nel circuito classe B. Il membro più famoso della federazione erano i Nashua Dodgers, un club di Brooklyn dove fecero il loro debutto giocatori afroamericani e futuri campioni come Don Newcombe e Roy Campanella. I giocatori di colore ebbero grande successo e tanti complimenti, ma ricevettero anche moltissimi insulti razzisti, sebbene il New England non fosse una regione particolarmente tesa sotto questo punto di vista.
I Nashua furono la squadra più vittoriosa del secondo dopoguerra, con tre titoli consecutivi fino al 1948. Ma nel 1949 le cose cambiarono per la NEL: la stagione partì ma quattro squadre (Providence, Fall River, Lynn e Manchester) si ritirarono a metà luglio e a fine stagione la lega chiuse i battenti. Alla fine della regular season in testa ci furono i Pawtucket Slaters, legati ai Boston Braves, ma i Portland Pilots, affiliati ai Phillies, vinsero il titolo nei playoff.